# Phenacoccus eleabius
Phenacoccus eleabius är en insektsart som beskrevs av Filippo Silvestri 1915. Phenacoccus eleabius ingår i släktet Phenacoccus och familjen ullsköldlöss.
Artens utbredningsområde är Eritrea. Inga underarter finns listade i Catalogue of Life.